# 람보 4: 라스트 블러드
람보 4: 라스트 블러드(Rambo)는 2008년 개봉한 미국의 액션 영화로, 람보 시리즈의 네 번째 영화이다. 전편 《람보 3》 이후 20년 만의 속편으로 주연 배우인 실베스터 스탤론이 직접 연출했다.

## 줄거리
버마의 정치적 혼란 속에서 잔혹한 SPDC 장교인 파 티 틴은 군대를 이끌고 공포를 조장하며 마을을 약탈하고 무자비하게 사람들을 학살한다. 20년 전 아프가니스탄 사건 이후, 베트남 참전 용사 존 람보는 태국에서 뱀을 잡고 보트 운행을 하며 살아간다. 선교 의사인 마이클 버넷은 카렌족 마을에 의료 지원을 하기 위해 람보에게 살윈 강을 따라 배를 태워달라고 요청한다. 람보는 처음에는 거절하지만 마이클의 약혼녀 사라 밀러의 설득에 결국 동의한다.
여행 중 해적들이 사라를 요구하며 배를 멈추자 람보는 그들을 죽인다. 선교사들은 마을에 도착하지만 틴의 군대에게 공격받고, 사라와 마이클은 포로로 잡힌다. 선교사 교회의 목사는 태국에 와서 람보에게 용병 5명을 이끌고 구조 작전에 나서줄 것을 요청한다. 람보는 용병들을 낙하 지점까지 데려다주고 돕겠다고 하지만 용병 대장인 루이스는 거절한다.
지역에 익숙한 카렌족 반군인 민트가 용병들을 학살 현장으로 안내한다. 그들이 피해 상황을 살펴보는 동안 틴의 군인들이 트럭에 죄수들을 태우고 와서 괴롭힌다. 람보는 활과 화살로 군인들을 처치하고 죄수들을 풀어준다. 람보는 용병들과 합류하여 밤에 틴의 캠프로 침투, 남은 포로들을 구출한다.
다음 날, 틴과 그의 군대는 람보 일행을 추격한다. 람보는 함정 폭탄으로 일부를 죽이지만, 틴의 군대는 람보, 사라, 용병 저격수 스쿨보이를 제외한 모두를 붙잡는다. 틴이 포로들을 처형하려는 순간, 람보는 M2 브라우닝 기관총을 장착한 트럭으로 기습 공격을 감행하여 용병들이 탈출하고 교전에 참여할 수 있게 한다. 민트가 이끄는 카렌족 반군이 도착하여 전투에 합류하고, 틴의 군대와 해군을 제압하는 데 도움을 준다. 패배한 틴은 도망치려 하지만 람보에게 붙잡혀 칼에 맞아 죽는다.
사라의 말에 감명받은 람보는 미국으로 돌아가 애리조나 보위에 있는 아버지 집을 방문한다.

## 캐스팅
- 실베스터 스탤론 - 존 람보
- 줄리 벤즈 - 세라 밀러
- 폴 슐즈 - 마이클 버넷
- 매슈 마즈든 - 학생
- 그레이엄 맥태비시 - 루이스
- 팀 캉 - 엔주
- 레이 갈레고스 - 디아스
- 제이크 라보츠 - 리스
- 마웅마웅킨 - 파티틴트 소령
- 켄 하워드 - 아서 마시 신부
- 수파꼰 키츠원 - 민트
- 아웅아이노이 - 아이 중령
- 손람 파침타사나깐 - 타